# Hana Huljić
Hana Huljić-Grašo, poznata i kao Hana Who, (Split, 28. prosinca 1990.) hrvatska je pjevačica. Poznata je kao kći skladatelja Tončija i tekstopisca Vjekoslave Huljić.

## Životopis
Kao djevojčica pojavila se u spotu za pjesmu Došlo vrijeme 1993. godine. Tada je glavni vokal grupe Magazin bila Danijela Martinović. Prije početka glazbene karijere glumila je u seriji Nove TV pod nazivom Stella.

## Karijera
Na početku karijere pjevala je prateće vokale na albumima Maksima Mrvice, Magazina i oca. Nakon što je stekla popularnost zahvaljujući seriji Stella, Hana i njezin budući suprug Petar Grašo snimili su pjesmu pod nazivom Srce za vodiča. Spot za ovu pjesmu ima preko 8 milijuna pregleda na YouTube platformi.
Pod umjetničkim imenom Hana Who objavila je singlove Alice, Superman, Boje itd.

## Osoban život
Svog budućeg supruga Petra Graša Hana je upoznala dok je njezin otac bio član grupe Magazin. To prijateljstvo će u međuvremenu prerasti u emocionalnu vezu. Odmah nakon što se saznalo za njihovu vezu, mediji su objavili da je Hana trudna. U subotu 19. veljače 2022. godine, Hana i Petar vjenčali su se u Splitu.

## Vanjske poveznice
- Hana Huljić na web stranici Discogs
- Službeni YouTube kanal